# Fórmula Vee México
La Fórmula Vee México es una serie de automovilismo de monoplazas que usa autos de Fórmula Vee. Los pilotos más importantes que han pasado por la competencia han sido Fernando Plata, Adrián Fernández y Sergio Pérez compitieron en ella.

## Historia
La Fórmula Vee llegó a México por los años 60 con el nombre de Fórmula Vee México, siendo Claudio Beltran el campeón más antiguo registrado de la competencia. Con el paso de los años, la competencia fue perdiendo popularidad, esto debido al entusiasmo fue colocado en otros campeonatos y categorías.

## Monoplazas
Los monoplazas usados en la competencia usan motores VW BOXER con un Chasis Tubular, los monoplazas pueden llegar a una velocidad de 165 km/h.

## Campeones
Los campeones de la competencia han sido:
| Temporada | Campeón                  |
| --------- | ------------------------ |
| 1970      | Claudio Beltran          |
| 1971      | Pablo Piñero             |
| 1972      | Guillermo Esponda        |
| 1973      | Guillermo Esponda        |
| 1974      | Marco Antonio Tolama     |
| 1983      | Adrián Fernández         |
| 1984      | Adrián Fernández         |
| 1985      | Fernando Plata Salaman   |
| 1986      | Tomas López Rocha        |
| 1987      | Antonio Pérez Garibay    |
| 1988      | Antonio Pérez Garibay    |
| 1989      | Enrique Reyna Jimnez     |
| 1990      | Roberto Jaime            |
| 1990      | Gonzalo Dávila Harris    |
| 1991      | Martin Ramírez           |
| 1992      | Jacobo Isai              |
| 1993      | Enrique Reyna Jimnez     |
| 1994      | Horacio Topete           |
| 1995      | Enrique Dueñas Rodríguez |
| 1996      | Enrique Reyna            |
| 1997      | Enrique Reyna            |
| 1998      | Andrés Serrano           |
| 1999      | Héctor Rached            |
| 2000      | Héctor Mier              |
| 2000      | Agustín Arriaga Jr.      |
| 2001      | Agustín Arriaga Jr.      |
| 2002      | Agustín Arriaga Jr.      |
| 2003      | Alejandro de Alba        |
| 2004      | Agustín Arriaga Jr.      |
| 2005      | Isai Morales Magallanes  |
| 2022      | Enrique Dueñas           |

## Circuitos
Los circuitos que han estado en el campeonato son:
- Negrita denota un circuito de Fórmula 1 que actualmente está en el calendario.

| Número | Circuitos                            |
| ------ | ------------------------------------ |
| 1      | Autódromo Guadalajara                |
| 2      | Autódromo Apex                       |
| 3      | Trióvalo Internacional de Cajititlán |
| 4      | Autódromo Jalisco                    |
| 5      | Autódromo Tepatitilan                |
| 6      | Autódromo San Luis 400               |
| 7      | Super Óvalo Potosino                 |
| 8      | Óvalo Aguascalientes México          |
| 9      | Autódromo Hermanos Rodríguez         |